# Robbie Regan
Robbie Regan (* 30. August 1968 in Caerphilly, Wales) ist ein ehemaliger britischer Boxer im Bantamgewicht. 

## Profikarriere
Im Jahre 1989 begann er seine Profikarriere. Am 26. April 1996 boxte er gegen Daniel Jiménez um den Weltmeistertitel des Verbandes WBO und siegte durch einstimmige Punktrichterentscheidung. Nach diesem Gewinn beendete Regan seine Karriere.
Seine Bilanz war 20 Kämpfe (17 durch K. o.), 2 Niederlagen bei 3 Unentschieden.